# Disquaire
 (décembre 2011).
Si vous disposez d'ouvrages ou d'articles de référence ou si vous connaissez des sites web de qualité traitant du thème abordé ici, merci de compléter l'article en donnant les références utiles à sa vérifiabilité et en les liant à la section « Notes et références ».
 (décembre 2011).

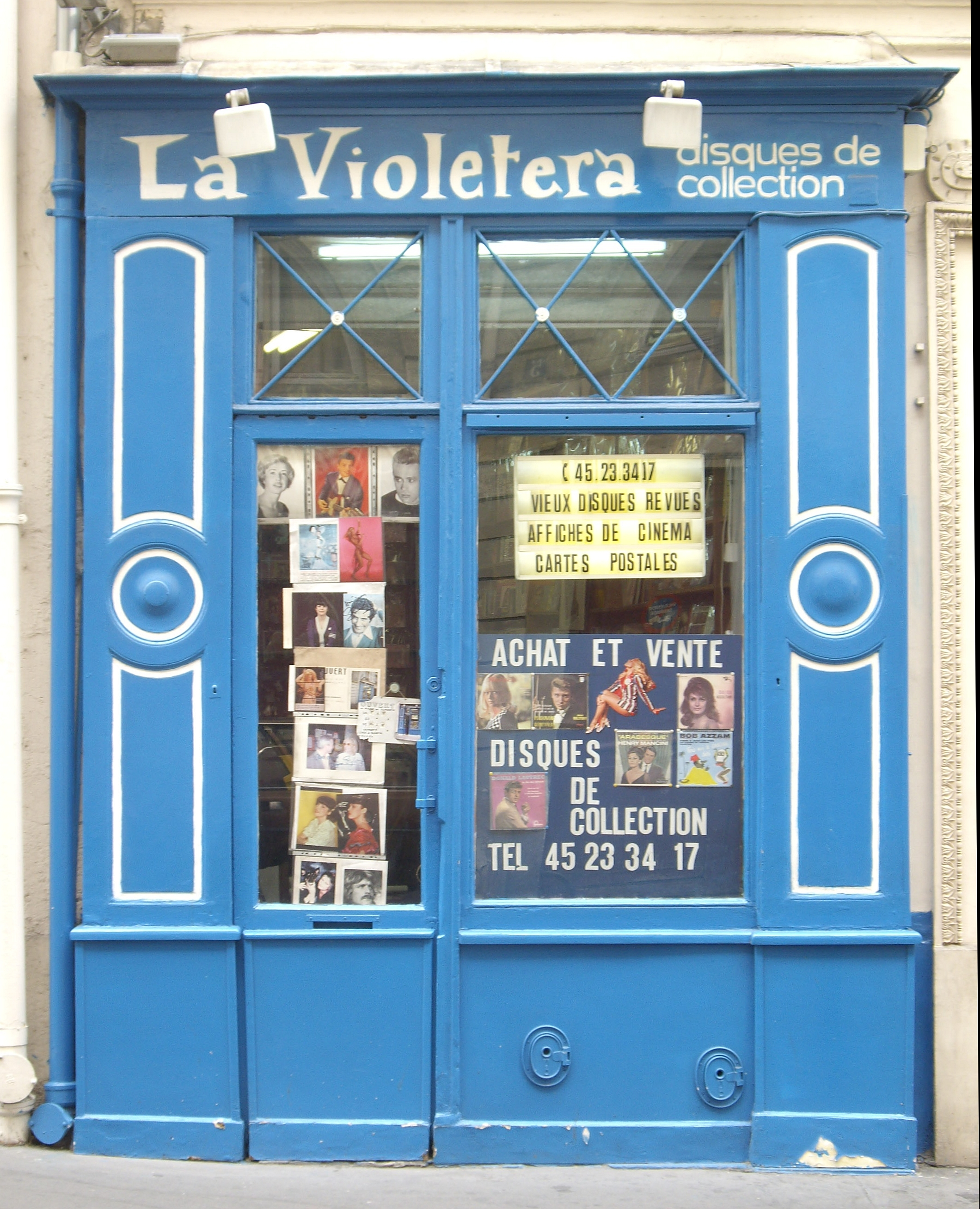
Disquaire à Paris (2010)

Un disquaire est un commerçant tenant un magasin spécialisé dans la vente de disques et de supports audio.

## Histoire
Très en vogue dans les années 1960 et 1970, beaucoup étaient, un peu à l'exemple des libraires de qualité, des « passionnés » de musique qui ne se contentaient pas de vendre mais qui savaient conseiller et procurer à leurs clients, dans un délai de quelques jours, un  enregistrement datant de plusieurs années. Leurs magasins étaient souvent le rendez-vous des jeunes qui venaient dépenser une partie de leur argent de poche en achetant les derniers 45 tours à la mode, mais aussi le point de rencontre de tous les amateurs de musique de tout style, y compris des passionnés de musique classique.
Le disquaire avait généralement derrière son comptoir une platine permettant de lire les vinyls en « en prenant bien soin » et on pouvait souvent lui demander de passer n'importe quelle plage de n'importe quel disque avant de décider de l'acheter. Ce procédé d’écoute est encore possible avec des différences selon les disquaires et les magasins. 
Le nombre de disquaires en France a fortement diminué avec le développement des rayons CD dans les grandes surfaces et la concurrence d'Internet. Au début des années 80, il y avait 2800 disquaires indépendants en France. Le nombre de disquaires baisse à 542 en 2004, 200 en 2010, puis remonte légèrement à 334 en 2014 : 83 à Paris, 15 à Lyon, 11 à Toulouse et 10 à Bordeaux. 
Harmonia Mundi, producteur et distributeur de disques indépendant, est une des rares enseignes qui ouvre des magasins spécialisés uniquement dans la vente de disques aujourd'hui. Ces dernières années ont cependant vu l'éclosion de disquaires spécialisés dans le rap, le reggae et la techno alors que des disquaires indépendants notoires comme New Rose ou Champs Disques fermaient boutique.
Les disquaires souffrent des grands réseaux de distributions spécialisés, mais également de la dématérialisation de la musique. De nos jours, il parait de plus en plus « inutile » de se déplacer chez un disquaire pour acheter un album alors que l'on peut télécharger tranquillement de chez soi. Pourtant, des supports tels que le vinyle connaissent un nouvel essor, notamment en Angleterre, avec des 45 et 33 tours des groupes de la scène rock, mais aussi à travers les audiophiles à la recherche de ce son « chaud » et de la manipulation de cet objet d'art à vocation universelle.